# Frederik Friis
Frederik Friis, född 1836, död 1917, var en dansk jordbruksforskare.
Friis var Niels Johannes Fjords medarbetare vid Forsøgslaboratoriet försök på utfodringens och mejerihanteringens områden och efter Fjords död var han 1891-1908 föreståndare för detsamma. 1894-1908 var han direktör för Landbohöjskolen i Köpenhamn och jordbruksminister.